# Hylaeus extensus
Hylaeus extensus är en biart som först beskrevs av Cockerell 1916.  Hylaeus extensus ingår i släktet citronbin, och familjen korttungebin. Inga underarter finns listade i Catalogue of Life.

## Bildgalleri

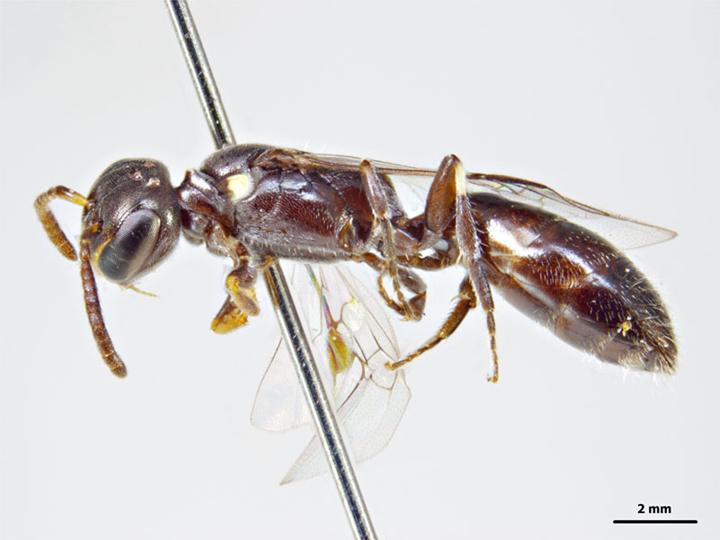
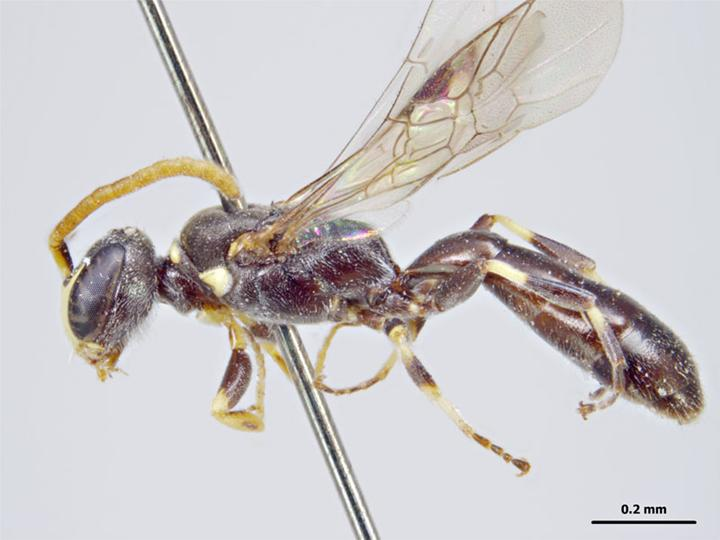